# はちまき大将
『はちまき大将』（はちまきたいしょう）は、1962年10月7日から1963年4月7日までNET（現・テレビ朝日）系列局で放送されていた毎日放送製作のテレビドラマである。全27話。小野薬品工業の一社提供。放送時間は毎週日曜 20:00 - 20:45 （日本標準時）。

## 出演者
- 渋谷天外
- 高田浩吉
- 藤山寛美
- 石浜祐次郎
- ほか

## スタッフ
- 脚本：館直志（渋谷天外の筆名）
- 演出：青木民雄
- 制作：毎日放送